# Hémagglutinine
Pour les articles homonymes, voir HA, H1, H2, H3, H4, H5, H6, H7, H8, H9, H10, H11, H12, H13, H14, H15, H16, H17 & H18.
 (novembre 2012).

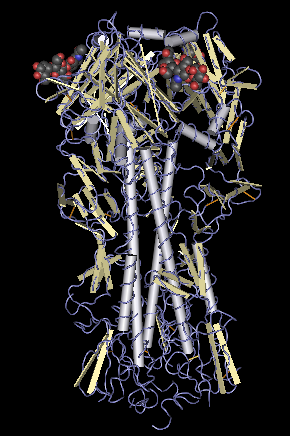
L’hémagglutinine, représentée dans un modèle moléculaire simplifié.

L’hémagglutinine (HA) est une glycoprotéine antigénique présente à la surface du virus de la grippe, et est responsable de la fixation de la particule virale à un récepteur situé sur la cellule cible. Le nom hémagglutinine provient de la faculté de la protéine à agglomérer les érythrocytes hématiques (Nelson 2005).
Le terme hémagglutinine est aussi employé pour une autre glycoprotéine agglutinant les érythrocytes via les résidus mannosyls (c'est une lectine), la concanavaline A, qui est le terme plus approprié (abréviation: ConA). 

## Sous-types
Il y a 18 types différents d'antigènes HA. Ces sous-types sont numérotés de H1 à H18. H16 a été découverte en 2005 sur les virus de grippe A, isolés sur des goélands à tête noire de Suède et de Norvège (Fouchier, 2005). H17 & H18 ont été quant à eux découverts respectivement en 2012 & 2013 sur des chauves-souris d'Amérique centrale,.
On trouve les trois premières hémagglutinines H1, H2 et H3 sur les souches virales pathogènes de grippe humaine.

## Fonctions et mécanismes d’action
L’HA a deux fonctions principales :
- la reconnaissance des cellules vertébrées cibles, accomplie lors de la fixation aux récepteurs de ces cellules contenant de l’acide sialique (cellules de l'épithélium pulmonaire) ;
- la fusion des membranes endosomales hôtes et virales (White 1997), accomplie par le recrutement des molécules HA par le site hôte de fusion, où certaines de ces molécules entreprennent des altérations de conformation déstabilisant la double couche lipidique hôte, ce qui conduit à la formation conjointe d'un intermédiaire de fusion associant les deux doubles couches lipidiques.

Dès la fusion opérée, la membrane cellulaire conjointe se retend, la coque virale s'ouvre directement sur le cytoplasme hôte, et le matériel génétique viral est injecté dans la cellule hôte où il va pouvoir se reproduire.

## Structure
L’HA est une glycoprotéine homotrimérique intégrante de la membrane. De forme cylindrique, elle mesure environ 135 Å de long. Les trois monomères identiques qui constituent l’HA sont groupés en une spirale centrale alpha-hélicoïdale ; trois têtes sphériques contiennent les sites de fixation de l’acide sialique cible.
Les monomères HA sont d’abord synthétisés comme précurseurs, puis sont alors glycosylés et découpés en deux polypeptides plus petits : les sous-unités HA1 et HA2. Chacun des trois monomères HA consiste en une longue chaine hélicoïdale, ancrée à la membrane par HA2 et surmontée par un large globule HA1.